# Commission des sciences et des arts
Commission des sciences et es arts (česky přibližně komise pro vědu a umění) byla skupina odborníků, kterou sestavil Napoleon Bonaparte. Oficiálně vznikla 16. března 1798.
Při svém tažení do Egypta se Napoleon rozhodl vzít s sebou také početnou skupinu vědců a umělců, čímž si vzal za vzor svého oblíbeného Alexandra Velikého, kterého při jeho výpravě do Persie rovněž doprovázeli ctihodní filozofové. Do Egypta tak s francouzským vojskem putovali astronomové, matematici, historici, přírodovědci a báňští inženýři, fyzikové, lékaři, chemici, inženýři, botanici, malíři a také jeden básník a muzikolog.
„Komise“ původně sestávala z 167 odborníků všech možných oborů. Až na šestnáct z nich odjeli všichni do Egypta a zde se podíleli na vzniku velkolepého díla Description de l'Égypte. Komise během tří let provedla obrovské množství vědeckých výzkumů.
Bonaparte organizoval tento vědecký sbor jako armádu, rozdělil členy do 5 kategorií, udělil každému vojenskou hodnost a kromě detailně popsaných vědeckých cílů i definoval každému vojenskou funkci (zajištění dodávek, ubytovací povinnosti atp). Komise byla pevně integrována do francouzské invazní armády.
Někteří vědci se později stali členy Institutu d’Égypte v Káhiře.

## Členové
výběr
- Bertrand Alibert (1775–1808)
- Antoine-Vincent Arnault (1776–1834)
- Pierre Arnollet (1776–1857)
- Charles-Louis Balzac (1752–1820)
- Pierre Joseph Beauchamp (1752–1852)
- Claude-Louis Berthollet (1748–1822)
- Julien Bessières (1777–1840)
- Louis-Victor Bodard (1765–1799)
- Damien Bracevich († 1830)
- Jean-Jacques Castex (1731–1822)
- Gaspard de Chabrol (1773–1843)
- Hyppolyte-Victor Collet-Descotils (1773–1815)
- Nicolas-Jacques Conté (1755–1805)
- Ernest Coquebert de Montbret (1780–1801)
- Jean Marie Joseph Coutelle (1748–1835)
- Jacques-Denise Delaporte (1777–1861)
- Dominique-Vivant Denon (1747–1825)
- Déodat Gratet de Dolomieu (1750–1801)
- René-Nicolas Dufriche Desgenettes (1762–1837)
- Joseph Fourier (1768–1830)
- Étienne Geoffroy Saint-Hilaire (1772–1844)
- Pierre-Simon Girard (1765–1835)
- Alexis Gloutier (1758–1800)
- Pierre Jacotin (1765–1827)
- Pierre Amédée Jaubert (1779–1847)
- Edmé François Jomard (1777–1862)
- Marie Jules César le Lorgne de Savigny (1777–1851)
- Jean-Baptiste Lepère (1761–1844)
- Gratien Le Père (1769–1832)
- Jacques-Marie Le Père (1763–1841)
- Gaspard Monge (1746–1818)
- François-Auguste Parseval-Grandmaison (1759–1834)
- Francois Pouqueville (1770–1838)
- Alire Raffeneau-Delile (1778–1834)
- Henri-Jean Rigel (1772–1852)
- Étienne Geoffroy Saint-Hilaire (1772–1844)
- Jean Lambert Tallien (1767–1820)